# Hedwig Pringsheim
Hedwig Pringsheim   (Berlín, 13 de juliol de 1855 - Zúric, 27 de juliol de 1942), nascuda Gertrud Hedwig Anna Dohm, va ser una actriu alemanya.

## Biografia
Nascuda a Berlín, Gertrud Hedwig Anna Dohm va ser la segona de cinc fills i filles d'Ernst Dohm i la seva dona Hedwig Dohm, que essent d'origen jueu es van convertir al cristianisme. El seu pare era el redactor en cap de la revista satírica Kladderadatsch, i la seva mare, una coneguda activista pels drets de les dones, es va fer un nom com a escriptora, periodista i feminista a partir de la dècada de 1870. L'any 1873 va ser una de les primeres persones a Alemanya a reclamar el dret de vot per a les dones.
El saló de la casa familiar d'Hedwig Pringsheim era un lloc de trobada habitual per a l'elit cultural i intel·lectual de Berlín. Van freqüentar la família Alexander von Humboldt, Ferdinand Lassalle, Fanny Lewald, Hans i Cosima von Bülow i Franz Liszt. Tanmateix, a causa del baix sou del seu pare, la família va tenir dificultats econòmiques durant un temps. Quan Ernst Dohm va ser amenaçat de presó el 1869 la família es va separar durant gairebé un any: les filles van ser enviades a pensions o un internat a Eisenach, Ernst Dohm va fugir a Weimar i Hedwig Dohm va passar un any amb la seva germana a Roma.
Hedwig va arribar al teatre de la cort de Meiningen a través d'una amiga de la família, l'antiga actriu Ellen Franz. Va debutar el 5 de gener de 1875 en el paper de Louise a Càbala i amor de Friedrich von Schiller. Altres papers van incloure Jessica a El marxant de Venècia, de Shakespeare, Esther al fragment dramàtic del mateix nom de Franz Grillparzer, Esther, Bertha a Wilhelm Tell, també de Schiller i Käthchen a Das Käthchen von Heilbronn d'Heinrich von Kleist, que també va encarnar en les gires de convidats de Meininger a diverses ciutats europees.

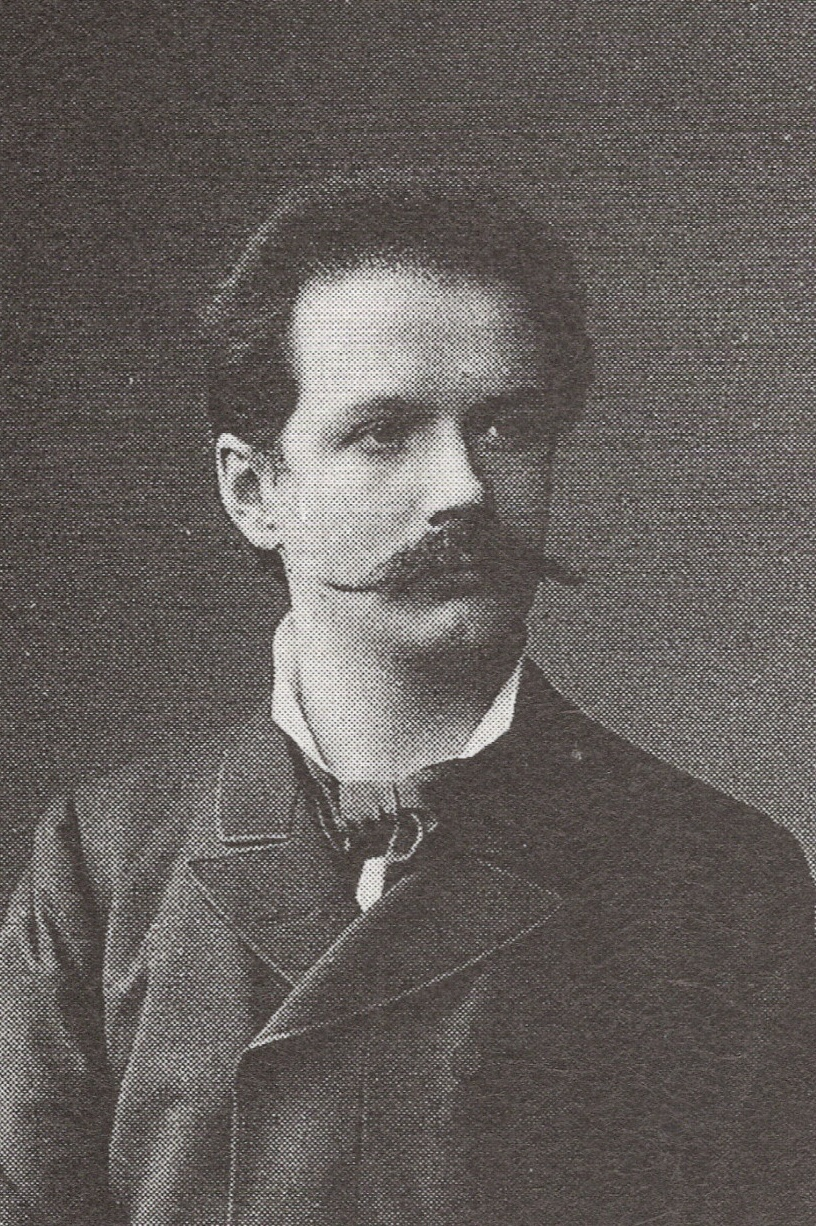
Alfred Pringsheim en la seva joventut

El 1876 va conèixer Alfred Pringsheim, un professor de matemàtiques i mecenes d'art, amb qui es va casar el 23 d'octubre de 1878. Amb ell va tenir cinc fills: Erik (1879–1909), Peter (1881–1963), Heinz (1882–1974) i els bessons Klaus (1883–1972) i Katharina (1883–1980), anomenada Katia. Erik es va exiliar a l'Argentina. Els seus fills Peter i Klaus van seguir més tard carreres acadèmiques com el seu pare i van ocupar càtedres de física i composició, respectivament. Heinz era doctor en arqueologia. La filla Katia va ser la primera graduada de secundària a Múnic i una de les primeres estudiants actives a la Universitat de Múnic. El 1905 es va casar amb l'escriptor i més tard guanyador del Premi Nobel Thomas Mann.

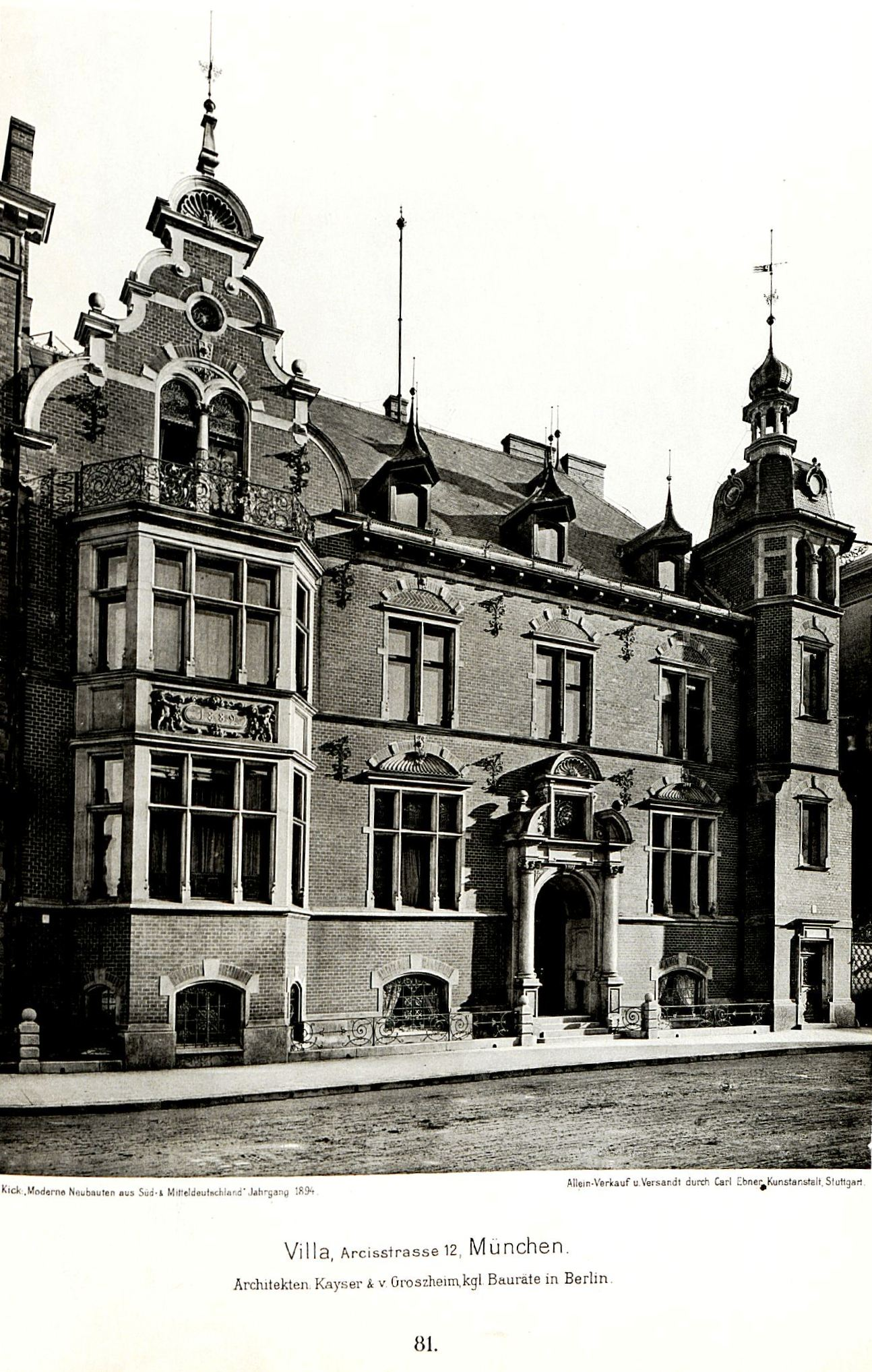
Palau de Pringsheim, 1890–1933, antiga Arcisstrasse 12 de Múnic, fotografia cap al 1891.

Alfred i Hedwig Pringsheim van fer de la seva residència, el Palau de Pringsheim, un centre social de la ciutat de Múnic. El Palau era una construcció neorenaixentista, acabada l'any 1889, i estava ubicat a l'Arcisstrasse 12, una vil·la urbana a la Königsplatz de Munic. Hedwig Pringsheim també va mantenir una llarga correspondència amb el publicista i actor Maximilian Harden, amb qui compartia el rebuig vers l'Emperador Guillem. Hedwig va ser descrita més tard pel seu net Golo Mann com una «femme du monde de la capital bavaresa» que «dominava el rar art de la conversa perfecta».
Tot i que el seu avi matern ja s'havia convertit a la fe protestant el 1817 i la seva família paterna el 1827, Hedwig, com a «no ària»', va haver de fugir dels nazis amb el seu marit jueu i l'any 1939 es van instal·lar a Suïssa. El Palau Pringsheim ja havia estat expropiat l'any 1933 i posteriorment fou enderrocat per construir al seu lloc l'edifici administratiu de l'NSDAP (Partit Nacionalista Alemany dels Treballadors). Avui l'edifici s'anomena Casa dels Instituts Culturals de Munic i l'adreça actual és Katharina-von-Bora-Straße 10.
Hedwig Pringsheim va morir a l'exili a Zúric a l'edat de 87 anys.

## Obra publicada

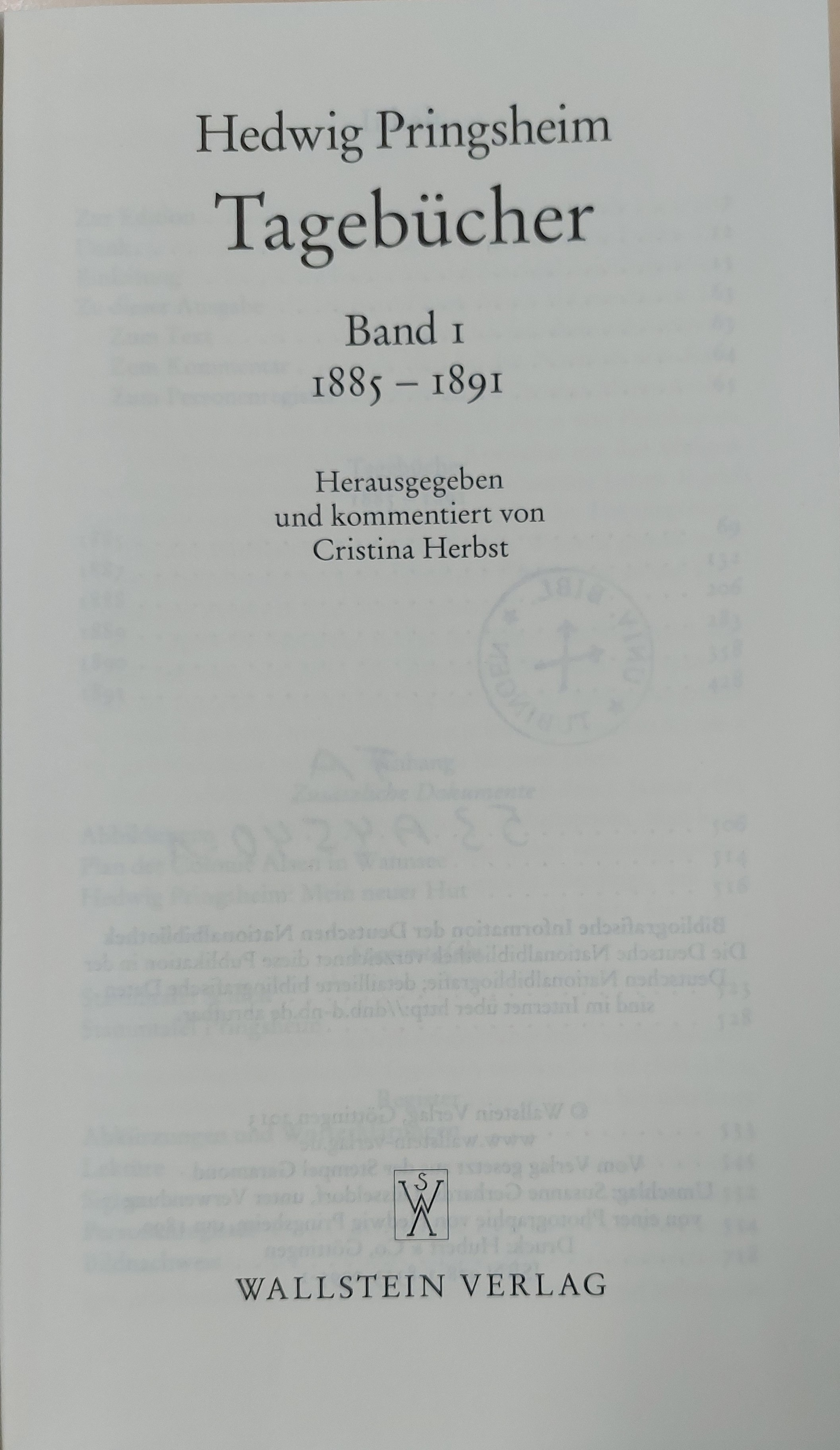
Diaris (1885-1991), edició de 2013.

- Hedwig Pringsheim: Häusliche Erinnerungen. 11 Feuilletons der Schwiegermutter von Thomas Mann in der "Vossischen Zeitung" 1929 bis 1932. Editat per Nikola Knoth. Berlin 2005, ISBN 3-00-017883-X.
- Hedwig Pringsheim: Mein Nachrichtendienst. Briefe an Katia Mann 1933–1941. Editat i comentat per Dirk Heißerer, Wallstein Verlag, Göttingen 2013, ISBN 978-3-8353-0253-2.
- Hedwig Pringsheim: Tagebücher. Hrsg. und kommentiert von Cristina Herbst, Wallstein Verlag, Göttingen.
- Hedwig Pringsheim: Meine Manns: Briefe an Maximilian Harden. Editat i comentat per Dirk Heißerer, Wallstein Verlag, Göttingen 2013, ISBN 978-3-8353-0253-2.